# Alpár-díj
Az Alpár-díj a Nemzeti Szalon kiállításain bemutatott építészeti tematikájú alkotások elismerésére született, 1911-1914 között adták át.

## Története
A díj Alpár Ignác személyes felajánlása volt. A díjazottakról csak töredékes sajtóinformációk állnak rendelkezésre, ezért csak annyit tudunk, hogy első alkalommal 1911-ben adták át. A díjat Alpár olyan képzőművészeti mű díjazására szánta, amely építőművészeti (architektonikus) alkotást ábrázolt. 1913-ban nem adtak ki díjat, de Alpár kikötötte, hogy a következő díjra csak a Budapest építészeti szépségeit vagy emlékeit megörökítő művek pályázhatnak. Ez valóban így történt 1914-ben, ám feltehetően az első világháború kitörése miatt több díj átadására nem került sor. Az elismeréssel díjazottanként 300 korona pénzjutalom járt.
Az elismerést a sajtó Alpár Ignác-díjnak, illetve a Nemzeti Szalon Alpár-díjának is nevezte.

## Díjazottak
- 1911 Újházy Ferenc[3]
- 1912 Koszkol Jenő: Miracoli templom Velencében[2]
- 1914 Béli Vörös Ernő: Vajdahunyad a Városligetben, Szirt Oszkár: Belvárosi plébánia templom[4]